# Epiphone Dot
A Epiphone Dot é uma guitarra eléctrica semi-acústica produzida pela Epiphone desde 1958. É uma cópia da Gibson ES-335, que é por sua vez inspirada na Epiphone Casino. A guitarra é produzida nas versões standard, studio e deluxe.

## Atalhos externos
- «Epiphone Dot em epiphone.com» (em inglês)